# Bataille de Versinikia
Pour les articles homonymes, voir Bataille d'Andrinople.
Guerres byzantino-bulgares
Batailles
- Ongal (680)
- Anchialos (708)
- Marcellae (756)
- Lithosoria (774)
- Marcellae (792)
- Serdica (809)
- Pliska (811)
- Versinikia (813)
- Mesembria
- Guerre de 894 - 896
  - Bulgarophygon
- Guerre de 913 - 927
  - Anchialos (917)
  - Pegae (921)
- Guerre de 970 - 1018
  - Portes de Trajan (986)
  - Thessalonique (995)
  - Passe de Kleidion (1014)
  - Bitola (1015)
- Ostrovo (1040)
- Klokotnica (1230)
- Andrinople (1254)
- Devina (1279)
- Skafida (1304)
- Rusokastro (1332)

La bataille de Versinikia (en bulgare : Битката при Версиникия, en grec : Μάχη της Βερσινικίας) eut lieu en 813 entre les forces de l'Empire byzantin et celles du khanat bulgare du Danube près de la cité d'Andrinople (aujourd’hui Edirne en Turquie). Elle est également connue sous le nom de deuxième bataille d'Andrinople (pour la première, voir bataille d'Andrinople de 718).
Bien que les Bulgares eussent été beaucoup moins nombreux que les Byzantins, ils réussirent à gagner la bataille. L'une des conséquences fut le renversement de Michel Ier Rhangabé (811-813) par Léon V l'Arménien. Cette nouvelle victoire contribua à renforcer la position des Bulgares, qui avaient déjà réussi à vaincre Nicéphore Ier deux ans auparavant. Après cette bataille, les Bulgares contrôlèrent de facto l'ensemble de la Thrace orientale jusqu'au traité de 815, à l'exception de quelques places fortes demeurées aux mains des Byzantins. Pour la première fois, la route vers Constantinople leur était ouverte. Toutefois, la mort de leur khan Kroum, survenue pendant la préparation du siège de la capitale byzantine le 13 avril 814, devait mettre fin à cet espoir.

## Prélude

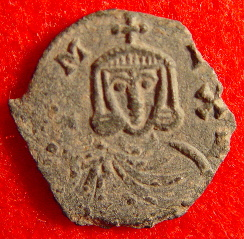
Follis représentant Michel Ier Rhangabé.

La défaite de l'armée commandée par le basileus Nicéphore Ier à Pliska en 811 avait laissé l'Empire byzantin dans une dangereuse position d'infériorité. Staurakios, le fils de l'empereur et son héritier légitime, gravement blessé durant la bataille fut déposé l'année suivante par un coup d'État qui porta au pouvoir le curopalate (intendant du palais) de Nicéphore Ier, Michel Rhangabé.
Les Bulgares, qui avaient également subi de lourdes pertes tant en hommes qu’en matériel durant cette guerre, durent réorganiser leurs forces avant d’entrer à nouveau en campagne l’année suivante. Ils se concentrèrent à la fois sur la Thrace et sur la vallée du Strymon. Après s’être emparés de nombre de villes ils en déportèrent la population vers la Bulgarie au-delà du Danube. La férocité de ces attaques jeta une telle consternation dans les populations locales que plusieurs villes se vidèrent de leurs habitants avant même d’être attaquées. Les efforts de résistance de Michel Ier s’avérèrent inutiles ; après avoir monté une armée pour se porter au devant des forces bulgares, il dut retourner en hâte à Constantinople pour faire face à une conspiration.
Pendant ce temps, les Bulgares continuèrent leurs attaques en Thrace jusqu’à l’automne 812, moment où ils se virent offrir la paix. La délégation bulgare aux pourparlers était conduite par Dobromir, mais, selon Théophane, l’empereur byzantin refusa de conclure la paix « sur l’avis de ses ignobles conseillers ». Toutefois les vraies raisons de ce refus doivent plutôt être cherchées dans le paragraphe 3 du traité de 716 qui stipulait que « les réfugiés (émigrants et déserteurs) des deux camps devront être remis à leurs autorités respectives s’ils complotent contre celles-ci ». Cet article s’était avéré fort utile pour les Byzantins tant que leurs empereurs étaient en position de faiblesse, mais la situation s’était inversée après la crise de l’empire bulgare au milieu du VIIIe siècle. En retour, les Bulgares assiégèrent Mesembria (aujourd’hui Nessebar). Grâce à un immigrant arabe, ils avaient réussi à se doter d’excellentes machines de siège et ils prirent rapidement la ville où ils trouvèrent trente-six de ces siphons qui permettaient de lancer le feu grégeois ainsi qu’une grande quantité d’or et d’argent.

## Les préparatifs de la bataille
En dépit de la perte de Mesembria, les Byzantins se refusaient toujours à faire la paix. Au cours de l’hiver 812-813, le khan Krum fit d’intenses préparatifs pour attaquer Byzance dont Michel Ier renforça la défense. En février 813, les Bulgares firent plusieurs raids en Thrace qui furent rapidement repoussés par les Byzantins. Michel Ier y voyant une victoire « attestant de la protection divine » prépara une contre-offensive. 
Les Byzantins levèrent une armée imposante composée de troupes venant de partout dans l’Empire, y compris les gardes du col de Syrie. La campagne dut être retardée en raison de mécontentement au sein des troupes, mais put enfin quitter Constantinople en mai. Ce départ fut l’occasion de réjouissances publiques et la population, ayant à sa tête l’impératrice, accompagna les troupes jusqu’à l’extérieur des murs de la cité. Les commandants se virent offrir des présents et on invoqua la protection divine sur l’empereur et les forces chrétiennes. 

## La bataille

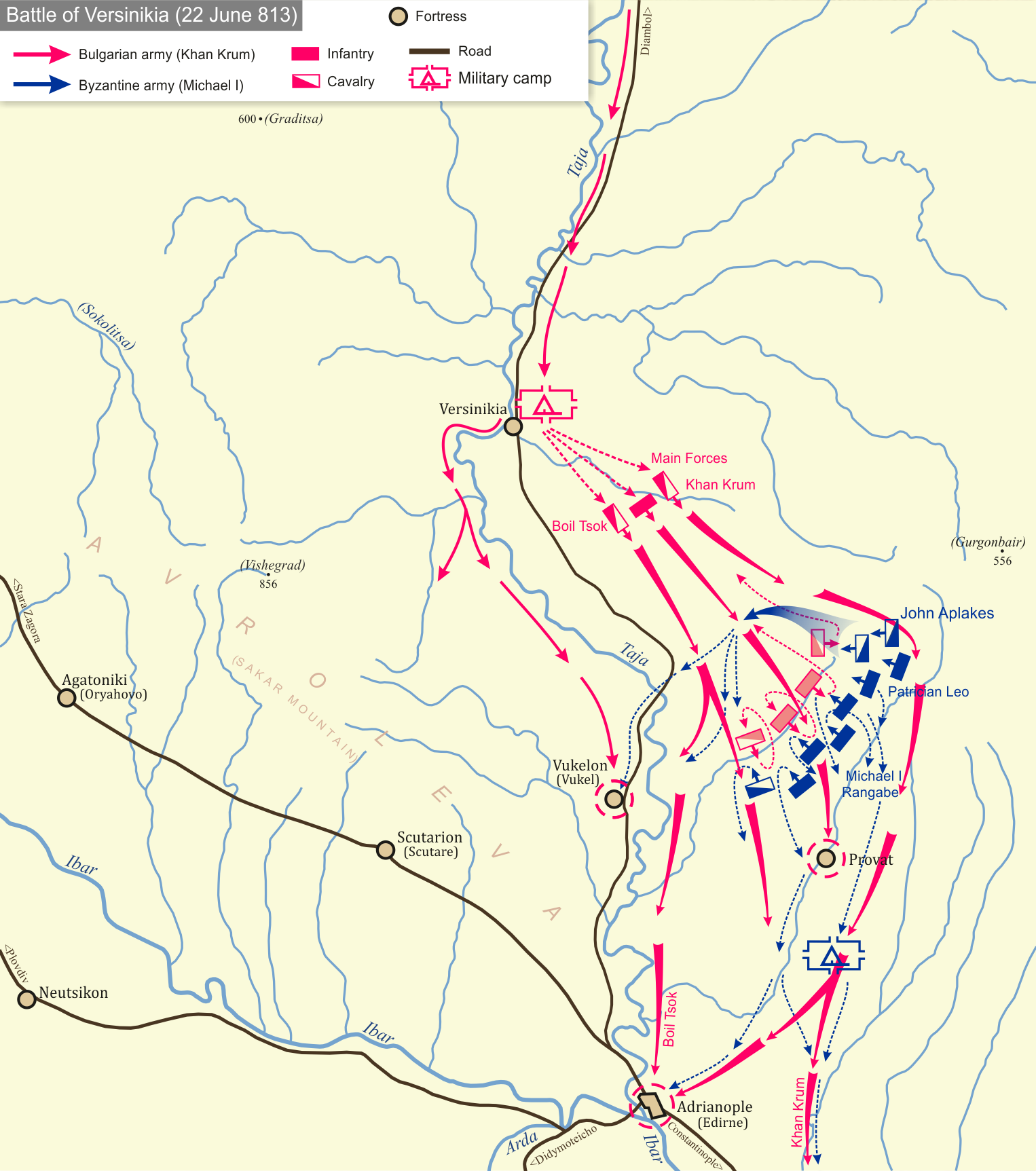
Déroulement de la bataille.

L’armée byzantine se dirigea vers le nord mais ne fit aucun effort pour reprendre Mesembria. Le 4 mai, une éclipse solaire jeta la panique parmi les troupes byzantines et affaiblit leur moral. Elles établirent leur camp aux environs d’Andrinople dont elles se mirent à piller le voisinage même s’il s’agissait de territoire byzantin. Le même mois, le khan Kroum se dirigea également vers Andrinople. En juin, les deux armées se retrouvèrent face à face non loin de la petite forteresse de Versinikia au nord d’Andrinople. Selon certains historiens de l’époque comme Jean Skylitzès dans le Synopsis Historion l’armée byzantine était de dix fois supérieure en nombre (certains écrivains vont jusqu’à vingt fois) à l’armée bulgare. En dépit d’une exagération manifeste, il est certain que les forces byzantines surpassaient leurs ennemis en nombre. Les Bulgares adoptèrent par conséquent une attitude défensive. Mais en dépit de leur supériorité numérique, logistique et stratégique, les forces byzantines ne passèrent pas à l’attaque. Des deux côtés, la tension et la peur augmentaient après une attente de treize jours, en armure, sous le soleil de plomb de la Thrace. À la fin, ce furent les nerfs des commandants byzantins qui cédèrent les premiers. Certains d’entre eux voulaient attaquer à tout prix et, le 22 juin, le strategos de Macédoine, Jean Aplakès, s’adressa en ces termes à l’empereur : « Combien de temps allons-nous encore attendre et mourir ? Je vais attaquer le premier avec l’aide de Dieu ; suivez-moi avec bravoure. La victoire sera nôtre puisque nous (Byzantins) les surpassons de dix fois en nombre ».
La bataille fut de courte durée : le matin du même jour, les Byzantins passèrent à l’attaque. Aplakès et ses hommes attaquèrent les premiers. Ils réussirent à infliger quelques pertes aux Bulgares, mais le gros des troupes byzantines était trop effrayé pour les suivre. Les Byzantins n’arrivèrent même pas à résister à la première contre-offensive bulgare : lorsque le khan Kroum avança avec la cavalerie lourde contre le flanc gauche des Byzantins, ceux-ci s’enfuirent immédiatement. L’escouade anatolienne fut la première à se sauver, suivie immédiatement de l’ensemble de l’armée. De telle sorte que les soldats d’Aplakès se retrouvèrent séparés de leurs compatriotes et que la plupart d’entre eux, y compris leur commandant, périrent. La bataille se déroulait dans une vallée ; lorsque les Bulgares réalisèrent que l’ennemi retraitait bien qu’il fût sur les hauteurs, ils crurent d’abord à un piège. En fait, les Bulgares ne s’attendaient absolument pas à une victoire aussi facile et hésitèrent d’abord à poursuivre les Byzantins. Mais lorsqu’ils se rendirent compte que l’ennemi s’enfuyait bel et bien, ils lancèrent la cavalerie lourde à leur poursuite. Nombre de Byzantins périrent dans la fuite alors que d’autres cherchaient refuge dans différentes forteresses qui tombèrent l’une après l’autre aux mains des Bulgares. Certains réussirent à rejoindre Constantinople. Les principaux généraux byzantins, l’empereur et Léo l’Arménien à leur tête, furent parmi les premiers à quitter le champ de bataille. Les Bulgares s’emparèrent du camp byzantin et récoltèrent un riche butin en or et en armement.
Par la suite, les chroniqueurs byzantins Genesius et Théophane Continuatus firent porter la responsabilité de la défaite sur les épaules de Léo l’Arménien, prétendant que celui-ci avait délibérément ordonné la fuite des unités qui n’étaient pas encore engagées dans la bataille. De nombreux spécialistes comme J.B. Bury, Steven Runciman, Georges Ostrogorsky, R.J.H. Jenkins, Warren Treadgold, etc., partagent ce point de vue alors que d’autres parmi lesquels Vasil Zlatarski et divers spécialistes grecs, le rejettent se réfèrant à une histoire différente rapportée dans les textes de Genesius aussi bien que de Theophanes Continuatus.

## Conséquences

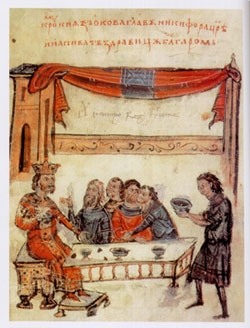
Le khan Kroum célébrant sa victoire sur Nicéphore Ier. Chronique de Manassias (1335-1340).

La défaite de Versinikia aggrava la situation déjà précaire de Byzance et donna au khan Kroum l’occasion de lancer des attaques dans les environs immédiats de Constantinople. Elle devait aussi sceller le sort de Michel Ier Rangabé qui dut abdiquer et se retirer dans un monastère. Léon V l’Arménien (813-820) s’empara du trône. Énergique et homme de caractère (contrairement à son prédécesseur), il prit immédiatement les mesures nécessaires pour défendre Constantinople contre une attaque bulgare qu’il croyait imminente.
Rien n’empêchait plus l’armée bulgare d’arriver jusqu’à Constantinople qu’elle atteignit effectivement sans rencontrer de résistance. Plusieurs citadelles de Thrace demeuraient aux mains des Byzantins dont Andrinople qui fut assiégée par le frère de Kroum. Le 17 juillet 813, Kroum lui-même atteignit les murs de Constantinople et installa son camp sans être inquiété. À la vue des habitants de Constantinople, Kroum qui était également grand prêtre offrit des sacrifices au dieu bulgare Tanga, accomplit un certain nombre de rites païens, après quoi les Bulgares se mirent à creuser des tranchées tout le long des murs de la cité. Puis Kroum fit une dernière offre de paix.
Léon V accepta en apparence de négocier, tout en espérant tuer Kroum par traîtrise et éliminer ainsi le danger que le Bulgare représentait pour l’empire byzantin. C'est ainsi qu'au cours des négociations, les Byzantins se mirent à lancer des flèches sur les délégués bulgares, tuant nombre d’entre eux dont le kavkhan ou quelqu’autre haut dignitaire, mais sans atteindre Kroum lui-même.
Furieux de ce geste de traitrise, Kroum ordonna que toutes les églises, monastères et palais hors de Constantinople soient rasés, que les prisonniers byzantins soient massacrés et que les richesses des palais soient mises sur des charrettes et envoyées en Bulgarie. Puis, il fit raser toutes les forteresses byzantines aux abords de Constantinople et de la mer de Marmara. Les châteaux et villages de la Thrace orientale furent pillés et l’ensemble de la région dévastée. Kroum retourna ensuite à Andrinople pour aider les forces qui assiégeaient la ville. À l’aide de mangonneaux (sorte de catapultes) et de béliers il força la ville à se rendre. Les Bulgares firent quelque 10 000 prisonniers qu’ils relocalisèrent en Bulgarie, au nord du Danube. Il en fut de même de quelque 50 000 autres prisonniers de Thrace qui y furent également envoyés. Kroum retourna en Bulgarie au cours de l’hiver pour faire d’imposants préparatifs en vue de l’assaut final contre Constantinople. Les machines de siège devaient être transportées vers Constantinople sur 5 000 charrettes recouvertes de fer et tirées par quelque 10 000 bœufs. Toutefois, le khan devait mourir au cours de ces préparatifs, le 13 avril 814.

## Site de la bataille
On ignore où se trouvait exactement la forteresse de Versinikia. Aux dires de Théophane, le château était situé à quelque 60 kilomètres du camp de Michel Rangabé à Andrinople. À la même distance, au nord, se trouve le village de Malomirovo dans les environs duquel on a découvert une ancienne inscription bulgare datant du règne de Kroum. Elle nous renseigne sur la division de l’armée bulgare pendant la campagne de 813 : l’aile gauche sous le commandement du kavkhan Irtais était concentrée sur la côte à Anchialus (aujourd’hui Pomorie) et à Sozopol alors que les quartiers généraux de l’aile droite se trouvaient dans la région de Beroe (aujourd’hui Stara Zagora) sous le commandement de l’ichirgu-boil Tuk. Le centre, commandé par Kroum en personne, était probablement situé dans la région où se trouve de nos jours la ville d’Elhovo, près de Malamirovo. On croit que l’armée byzantine pour sa part avait pris position sur les hauteurs de Derventski, situées de nos jours sur la frontière entre la Turquie et la Bulgarie.

### Note
- (en) Cet article est partiellement ou en totalité issu de l’article de Wikipédia en anglais intitulé « Battle of Versinikia » (voir la liste des auteurs).